# ジェイソン・ライヴリー
ジェイソン・ライヴリー（Jason Lively, 1968年3月12日 - ）は、アメリカ合衆国出身の俳優である。

## 出演作品

### 映画
- マックス・フォース
- ハイスクール・ドリーム
- ゴースト・チェイス
- クリープス（クリストファー・ロメロ）
- ナショナル・ランプーンズ・ヨーロピアン・ヴァケーション
- ブレインストーム